# Bryum spinifolium
Bryum spinifolium är en bladmossart som beskrevs av Philibert 1899. Bryum spinifolium ingår i släktet bryummossor, och familjen Bryaceae. Inga underarter finns listade i Catalogue of Life.